# Eiskunstlauf-Europameisterschaften 1958
Die 50. Eiskunstlauf-Europameisterschaften fanden vom 30. Januar bis 2. Februar 1958 in Bratislava statt.

## Ergebnisse

### Herren
| Platz | Sportler              | Land                   |
| ----- | --------------------- | ---------------------- |
| 1     | Karol Divín           | Tschechoslowakei       |
| 2     | Alain Giletti         | Frankreich             |
| 3     | Alain Calmat          | Frankreich             |
| 4     | Michael Booker        | Vereinigtes Königreich |
| 5     | Norbert Felsinger     | Österreich             |
| 6     | Tilo Gutzeit          | BR Deutschland         |
| 7     | Manfred Schnelldorfer | BR Deutschland         |
| 8     | Hans-Jürgen Bäumler   | BR Deutschland         |
| 9     | Peter Jonas           | Österreich             |
| 10    | Lew Michailow         | Sowjetunion            |
| 11    | Walentin Sacharow     | Sowjetunion            |
| 12    | Karl Bohringer        | Österreich             |
| 13    | François Pache        | Schweiz                |
| 14    | Pavel Frohler         | Tschechoslowakei       |
| 15    | Jaromír Holan         | Tschechoslowakei       |
| 16    | Igor Persianzew       | Sowjetunion            |
| 17    | Henryk Hanzel         | Polen                  |
| 18    | Wouter Toledo         | Niederlande            |
| 19    | Marian Czakon         | Polen                  |

### Damen
| Platz | Sportlerin        | Land                   |
| ----- | ----------------- | ---------------------- |
| 1     | Ingrid Wendl      | Österreich             |
| 2     | Hanna Walter      | Österreich             |
| 3     | Joan Haanappel    | Niederlande            |
| 4     | Diana Peach       | Vereinigtes Königreich |
| 5     | Jindra Kramperová | Tschechoslowakei       |
| 6     | Sjoukje Dijkstra  | Niederlande            |
| 7     | Karin Frohner     | Österreich             |
| 8     | Regine Heitzer    | Österreich             |
| 9     | Dany Rigoulot     | Frankreich             |
| 10    | Anna Galmarini    | Italien                |
| 11    | Jana Dočekalová   | Tschechoslowakei       |
| 12    | Jitka Hlaváčková  | Tschechoslowakei       |
| 13    | Julia Golonková   | Tschechoslowakei       |
| 14    | Petra Damm        | BR Deutschland         |
| 15    | Rita Müller       | Schweiz                |
| 16    | Dorie Kirchhofer  | BR Deutschland         |
| 17    | Nicole Erdos      | Frankreich             |
| 18    | Gabriele Weidert  | BR Deutschland         |
| 19    | Helga Zöllner     | Ungarn                 |
| 20    | Edda Jurek        | Ungarn                 |
| 21    | Krystyna Wasik    | Polen                  |
| 22    | Jannine Ferir     | Niederlande            |
|       | Ester Jurek (Z)   | Ungarn                 |

- Z = Zurückgezogen

### Paare
| Platz | Sportler                                 | Land                   |
| ----- | ---------------------------------------- | ---------------------- |
| 1     | Věra Suchánková / Zdeněk Doležal         | Tschechoslowakei       |
| 2     | Nina Schuk / Stanislaw Schuk             | Sowjetunion            |
| 3     | Joyce Coates / Anthony Holles            | Vereinigtes Königreich |
| 4     | Marianna Nagy / László Nagy              | Ungarn                 |
| 5     | Marika Kilius / Hans-Jürgen Bäumler      | BR Deutschland         |
| 6     | Hana Dvořáková / Karol Vosatka           | Tschechoslowakei       |
| 7     | Barbara Jankowska / Zygmond Kaczmarczyk  | Polen                  |
| 8     | Eszter Jurek / Miklos Kucharowitz        | Ungarn                 |
| 9     | Lisel Ellend / Konrad Lienhart           | Österreich             |
| 10    | Ljudmila Beloussowa / Oleg Protopopow    | Sowjetunion            |
| 11    | Roswitha Mauerhofer / Günther Mauerhofer | DDR                    |
| 12    | Diana Hinko / Heinz Döpfl                | Österreich             |
| 13    | Carolyn Patricia Krau / Rodney Ward      | Vereinigtes Königreich |
| 14    | Marie Hezinová / Karol Janouch           | Tschechoslowakei       |
| 15    | Rita Paucka / Peter Kwiet                | BR Deutschland         |

### Eistanz
| Platz | Sportler                               | Land                   |
| ----- | -------------------------------------- | ---------------------- |
| 1     | June Markham / Courtney Jones          | Vereinigtes Königreich |
| 2     | Catherine Morris / Michael Robinson    | Vereinigtes Königreich |
| 3     | Barbara Thompson / Gerard Rigby        | Vereinigtes Königreich |
| 4     | Christiane Guhel / Jean Paul Guhel     | Frankreich             |
| 5     | Lucia Zorn / Rudolf Zorn               | Österreich             |
| 6     | Catharina Odink / Jacobus Odink        | Niederlande            |
| 7     | Annick de Trentinian / Philippe Aumond | Frankreich             |
| 8     | Edith Peikert / Alois Miterhuber       | Österreich             |
| 9     | Rita Paucka / Peter Kwiet              | BR Deutschland         |
| 10    | Helga Michlmayer / Gerald Felsinger    | Österreich             |
| 11    | Petra Steigerwald / Hannes Burkhardt   | BR Deutschland         |
| 12    | Aranka Tóth / Endre Tóth               | Ungarn                 |
| 13    | Swetlana Smirnowa / Leonid Gordon      | Sowjetunion            |